# 御積島

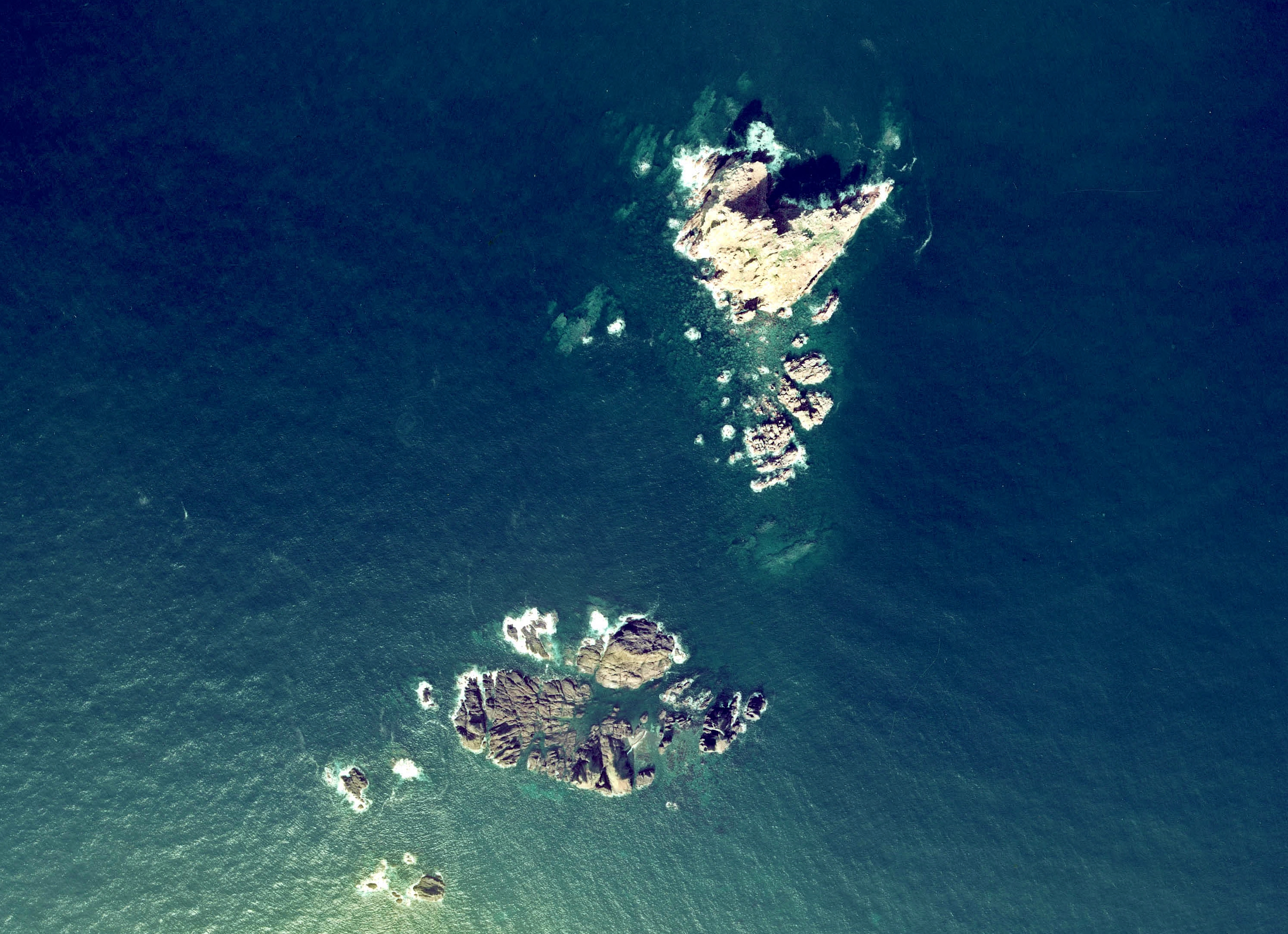
御積島の空中写真。この写真は上方が北北西方角である。1976年撮影。
。

御積島（おしゃくじま）は、山形県酒田市飛島の西方沖約2kmの日本海上にある島である。

## 概要
ウミネコの繁殖地として、飛島等とともに国の天然記念物「飛島ウミネコ繁殖地」及び、山形県指定飛島鳥獣保護区に指定されている無人島。
島内には大きな洞窟が存在し、洞窟内の龍の鱗のような形をした石がキラキラと光輝くため、白龍の鱗紋として信仰され、女人禁制の聖地とされてきた。
また、県内随一のスクーバダイビングスポットとしても知られ、夏場にはスクーバダイビングを楽しむ人が多く訪れる。

## 所在地
- 郵便番号：998-0281
- 住所：山形県酒田市飛島